# Lentiol
Lentiol ist eine französische Gemeinde mit 247 Einwohnern (Stand: 1. Januar 2022) im Département Isère in der Region Auvergne-Rhône-Alpes; sie gehört zum Arrondissement Vienne und zum Kanton Bièvre.

## Geographie
Die Gemeinde Lentiol liegt an der Grenze zum Département Drôme, etwa 31 Kilometer südsüdöstlich von Vienne. Umgeben wird Lentiol von den Nachbargemeinden Marcollin im Norden, Beaufort im Nordosten, Thodure im Osten, Le Grand-Serre im Süden, Hauterives im Südwesten sowie Lens-Lestang im Westen.

## Bevölkerungsentwicklung
| Jahr                       | 1962 | 1968 | 1975 | 1982 | 1990 | 1999 | 2006 | 2014 | 2021 |
| Einwohner                  | 117  | 114  | 101  | 151  | 131  | 147  | 198  | 221  | 245  |
| Quellen: Cassini und INSEE |      |      |      |      |      |      |      |      |      |

## Sehenswürdigkeiten

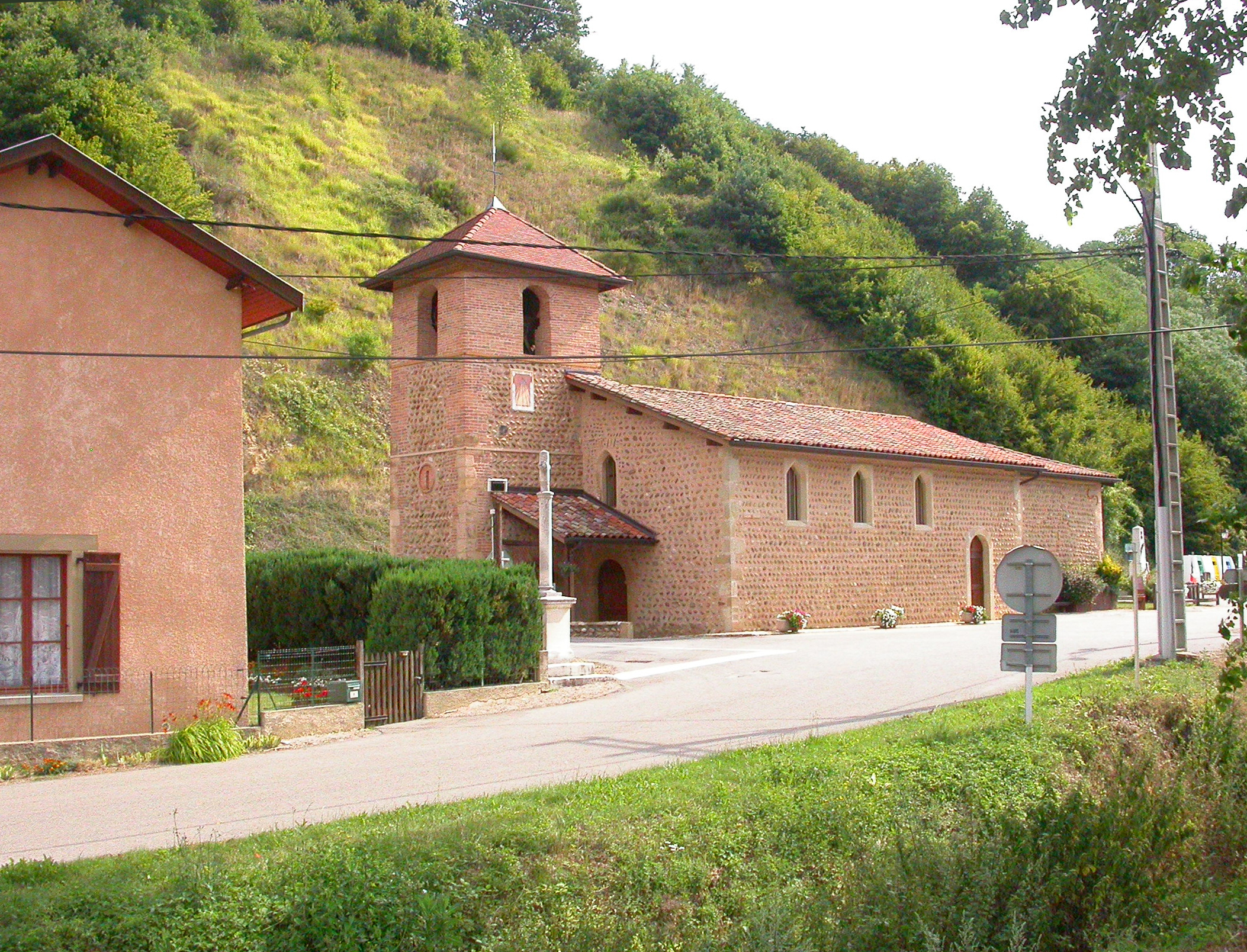
Kirche Saint-Andéol

- Kirche Saint-Andéol